# Léon Lalanne
Léon-Louis Chrétien Lalanne, född 3 juli 1811 i Paris, Frankrike, död 12 mars 1892 i Paris, var en fransk ingenjör och matematiker. På 1840-talet lade han grunden till den vetenskap som Maurice d'Ocagne gav namnet nomografi.

## Biografi
Lalanne var som son till läkaren François Julien Léon Chrétien och hans hustru Aurore Marie Damaris Langlois. Hans efternamn blev Lalanne-Chrétien 1820, Lalanne var flicknamnet hans fars första hustru, men han lade bort Chrétien i vardagstalet. Han var bror till historikern Ludovic Lalanne (1815–1898).
Lalanne studerade vid Lycée Louis-le-Grand och 1829 vid École Polytechnique innan han gick vidare till École des ponts et chaussées 1831. Efter civilingenjörsexamen där arbetade han mestadels i norra Frankrike åren 1832 till 1843. År 1837 åkte han på gruppbesök organiserat av Anatolij Demidov i södra Ryssland. Från 1839 arbetade han också med Jean-Claude-Républicain Arnoux, hans blivande svärfar, på Ligne de Sceaux. Han gifte sig 1841.
Under revolutionen 1848 var Lalanne en kort tid chef för Ateliers Nationaux. Han genomförde en omfattande rationalisering av den struktur som Émile Thomas inrättade. Han togs in under maj och hade stängt Ateliers institutioner i slutet av juni. I den civila oron som uppstod samtidigt ledde han en bataljon av Garde Nationale i Paris. Han häktades som omstörtande den 29 juni, men alla anklagelser lades ner den 5 augusti.
Som civilingenjör blev Lalanne känd för järnvägsbyggande i Spanien, Schweiz och Wallachia, där han först engagerade sig 1852. Han flyttade till Bukarest 1852, men stötte på svåra lokala förhållanden. Ryska operationer från juli 1853 mot osmanska positioner, några månader före utbrottet av Krimkriget, gjorde hans position ohållbar när franska och brittiska diplomater lämnade landet.
Från 1853 ledde Lalanne byggandet av järnvägslinjer i Frankrike, i Schweiz (1856-1860) och norra Spanien (1860-1861) och linjen mellan Cordoba och Sevilla. Som generalinspektören från 1867, blev Lalanne 1876 chef för École des ponts et chaussées. Med ytterligare erfarenheter erhållna längs Donau engagerades Lalanne i Budapest och i Silistra i ett broprojekt och i övervakning som ingick i avgränsning enligt Berlinfördraget (1878).
År 1879 blev Lalanne medlem av Académie des sciences. År 1881 gick han i pension och blev storofficer av Hederslegionen. Han gick in i politiken igen i den moderata vänstern. År 1883 blev han senator på livstid (sénateur oamovbar). År 1882 var han ordförande för Compagnie des omnibus de Paris.

## Vetenskapligt arbete
Bakgrunden till en stor del av Lalannes arbete var byggandet av de belgiska och franska järnvägssystemen.

### Kartografi
Tillsammans med Charles Joseph Minard, en annan civilingenjör i Ponts et Chaussées, anses Lalanne ha lämnat viktiga bidrag till noggrann kartografi. Han var först med att klargöra skillnaden mellan en isometrisk linje och en isopleth.
Intresserad av befolkningstäthet och -centrum ritade Lalanne innovativa kartor (1845) med konturer för gemensam befolkningstäthet och tillkännagav en "ekvivalenslag" om lika avstånd mellan centrumen (1875), som han fann vara representativ för Frankrike. En rapport 1863 lyfte allmänna överväganden om transportrutter och befolkningfördelningar, riktning, senare behandlade i arbete av Walter Christaller.

### Matematik

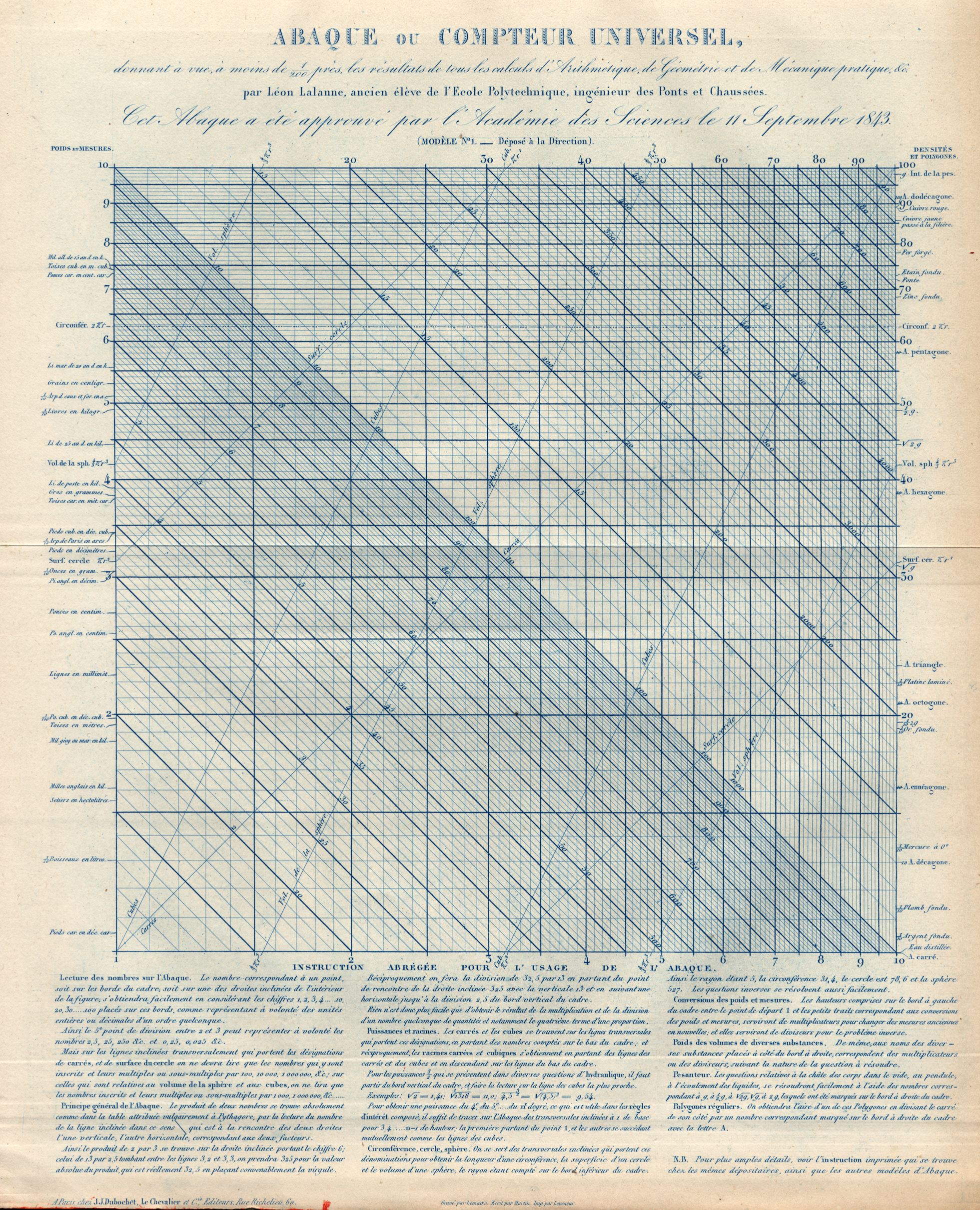
Léon Lalanne's "abacus" eller "universalkalkylator", 1843

Tillsammans med Philbert Maurice d'Ocagne anses Lalanne vara uppfinnaren av nomogrammet. Avsikten var att ersätta räknestickan. I en artikel av 1846 behandlade Lalanne teorierna bakom anamorfos och bruket av projektiv transformation. Där fanns också applikationer för lösningen av kubiska ekvationen. Han kallade sin nomografiska apparat "abacus". Denna "universella kalkylator" hade 60 funktioner som genomfördes grafiskt. Ett halvt sekel senare gav Maurice d'Ocagne en allmän teori, grundad på projektiv geometri, för de icke-linjära skalor relaterade till nomografi.
År 1840 tillkännagav Lalanne balanserad ternary (3-ställigt talsystem) som ett aritmetiskt system, i Comptes Rendus. Detta följde tidigare arbete om grafisk aritmetik av John Leslie och Augustin Cauchy. År 1840 tänkte han ut en mekanisk dator som var kapabel av att numeriskt lösa polynomekvationer upp till grad sju. Charles Darwin citerade en uppsats av Lalanne från samma år 1840 om geometrin hos honungsvaxkakor, i sitt manuskript om Det naturliga urvalet.

### Infografik
Lalande gjorde ett antal innovationer inom grafik. Hans "universella dator" baserades på en loggloggplott. År 1830 ritade han ett polarområdesdiagram över havsvindens styrka.

### Anläggningsteknik
Som civilingenjör uppfann och publicerade Lalanne en grafisk metod för att optimera utformningen av vägar, nu känd som épure de Lalanne. Han forskade om det under 1830-talet och publicerade stödtabeller. Längs den planerade rutten ritas jordmassor (med ett negativt eller positivt tecken) som abskissa, tecknet som återspeglar om massa ska tas bort eller jord ska läggas till. Uppskattningar av massrörelser anges av området under kurvan.